# Aïn Lechiekh
Aïn Lechiekh – miasto w Algierii, w prowincji Ajn ad-Dafla.